# رودریگو پیترس مارکز
رودریگو پیترس مارکز (به پرتغالی: Rodrigo Peters Marques) دروازه‌بان اهل برزیل است که در شهر کوریتیبا و در تاریخ ۱۶ مهٔ ۱۹۸۵ به دنیا آمده‌است.
رودریگو پیترس مارکز در تیم‌های فوتبال کوریتیبا سابقهٔ حضور دارد.